# Namu
Namu (j. marsz: Namo) – zamieszkany atol na Wyspach Marshalla na Oceanie Spokojnym. Należy do łańcucha wysp Ralik Chain. Według danych za rok 2011 atol zamieszkiwało łącznie 780 osób (spadek w stosunku do 1999 roku, kiedy to liczba ta wynosiła 903), na wyspach znajdowało się 136 domów. Zlokalizowane jest tu także lotnisko (kod IATA: NMU).
Atol został odkryty przez Álvara de Mendañę w 1568.

## Geografia
Namu należy do łańcucha wysp Ralik Chain, leży 62 km na południowy wschód od atolu Kwajalein, 45 km na północny zachód od Ailinglapalap i 65 km na południowy zachód od wyspy Lib. Składa się z 51 wysp (według innego źródła wysp jest 54) o łącznej powierzchni 6,27 km². Łączna powierzchnia laguny wynosi 397,64 km². Namu ma długość około 60 km, a szerokość waha się między 11 km na południu, 4 km w środkowej części i 21 km na północy. W przeszłości atol określano nazwami: Bond, Magaretha Islands, Margaretta, Musquillo, Mussekett, Nemu i Ross.
Na atolu uprawiane są następujące rośliny: pandany, kokosy, chlebowce, banany i dynie. Ponadto spotkać można następujące gatunki roślin: Alocasia macrorrhizos, Asclepias curassavica, Colocasia esculenta, Crinum asiaticum, Eleusine indica, Eragrostis amabilis i Ipomoea violacea. W 1967 r. stwierdzono występowanie na Namu 6 gatunków ptaków, w tym 1 lęgowego (Anous tenuirostris) i 5 potencjalnie lęgowych.